# الحالة الخفية للمادة
الحالة الخفية للمادة هي إحدى حالات المادة التي لا يُمكن الوصول إليها بواسطة الظروف غير المتغيّرة لفتراتٍ طويلة، وبالتالي فهي تمتلك خواصًا ديناميكيّة حراريّة تختلف عن باقي أنواع المادة، وأبرز الأمثلة الدالة عليها هي المواد المُكثّفة. تمّ الوصول إلى هذه الحالة بواسطة استخدام أنظمةٍ متغيرةٍ باستمرارٍ عن طريق إثارتها بواسطة ليزر الصور. بالأضافة إلى ذلك، أُعلِنَ سابقًا عن وجود حالاتٍ خفيّةٍ للمادة بواسطة استخدام الليزر أيضًا ولكن في البلورات الصلبة.
تواجدت حالات المادة التي اكتُشِفَت الحالات في بلّوراتٍ صلبةٍ لجُزيء كبريتيد التنتالوم (TaS2)، وكانت هذه الحالة مُستقرةً لفترةٍ طويلةٍ عند درجات الحرارة المُنخفضة. ولكن عليك التفريق بين الحالة الخفيّة للمادة والمادة المخفيّة.
فالمادة المخفيّة تتواجد في بعض الأنظمة الفيزيائيّة بشكلٍ متوازنٍ ومنتظم، لكنّها لا تظهر مباشرةً أو تُرصّدُ بسهولة.
عند استخدام أشعة الليزر ذات الطول الموجيّ القصير واصطدامها بحالة المادة الصلبة، يبدأ النظام المُعرَّض لهذه الأشعة بالخروج من حالة الاتزان التي يتواجد فيها، وهذا الخروج ليس خارجيًا فقط، لكنّه يشمل أيضًا الأجزاء الداخليّة المكوِّنة لهذا النظام، وبالوصول لهذه الحالة تبدأ أنواعٌ جديدة من المادة بالتكوّن، وخصوصًا الحالة الخفيّة للمادة، تلك الأنواع التي لا يُمكن التوصّل إليها من خلال الأنظمة المتّزنة.

## التحول المستثار إلى الحالة H
بمجرد الوصول إلى هذه الحالات من المادة فهي تكون غير متّزنةً وسرعان ما تتلاشى في زمن قدره نانوثانية، تكمن الصعوبة هنا في التمييز بين الحالة الخفيّةّ للمادة، والحالات الأخرى المُنحرفة عن التوازن الحراريّ للمادة.
كانت الحالة الأولى للمادة الخفيّة -والتي أُنتِجَت بواسطة نبضات الليزر- عبارة عن جُزيء لمركبٍ عضويّ ( TTF-CA)، والذي حُوِّل من الحالة الطبيعيّة المُستقرة إلى الحالة الأيونيّة المُثارة، ولكن يُمكننا إجراء التحوّل ذاته بواسطة الضغط، وبالتالي فإنّ التحويل الطارئ على هذا المُركب العضويّ لا يمثِّل المادة الخفيّة، لأنّه يخالف التعريف العلميّ الذي قمنا بتقديمه في بداية المقال.
إذ من المفترض أن تنتج الإثارة الضوئيّة للمواد العضويّة بواسطة أشعة الليزر موادًا تحتوي على عنصر الفاناديوم والمنغانيت، ما يؤدي إلى تكوّن مساراتٍ جديدةٍ تناسب الشحنات الكهربائيّة المُعدّلة في هذا المُركّب العضويّ. بالإضافة لبعض الأبحاث الأخرى التي تُفيد وجود خاصيّة التوصيل الكهربائيّ الفائق لهذه المواد، كما هو الحال في الكوبرات -وهي المواد التي تحتوي على أنيونات النحاس-.
يُظهِر الشكل التخطيطيّ الافتراضيّ السابق حالة التحوّل إلى المادة الخفيّة بواسطة إثارتها عن طريق أشعة الليزر. يُحَرّر الإلكترون نتيجةً للفوتون المُمتصّ بواسطة المادة في الحالة الأرضيّة (G)، ما يُسبِّب إثارة المادة وانتقالها للحالة المُستثارة بواسطة السهم الأحمر للحالة (E)، ولكن سرعان ما تهدأ المادة من حالتها المُستثارة لتتحوّل إلى حالةٍ وسيطة يتمّ من خلالها إعادة هيكلة المادة وهي الحالة (I).
ثمّ تبدأ المادة في هذه الحالة بإعادة ترتيب نفسها لتظهر لنا على المستوى المرئيّ في هيئة مادةٍ منتظمةٍ ومتوازنة، وهي الحالة (H).
ويصاحب ذلك انخفاض طاقة المادة. ولكنّ عند مقارنة المادة في الحالة (H) والحالة (G)، نلاحظ كسر نمط المادة في الحالة (H)، ولكنّها أكثر استقرارًا من الحالة (I).
عند التدقيق في الرسم ستجد خطًا متقطعًا (EB)، يمثِّل هذا الخط حظر تحوِّل الحالة (H) إلى الحالة (G) مرةً أخرى، وفي حال كان الحاجز أو الحظر أكبر من ثابت بولتزمان، فإنّ المادة في حالتها الجديدة تكون مستقرةً للغاية.